# 聖マーティン教会
座標: 北緯51度16分40.76秒 東経1度5分37.77秒 / 北緯51.2779889度 東経1.0938250度

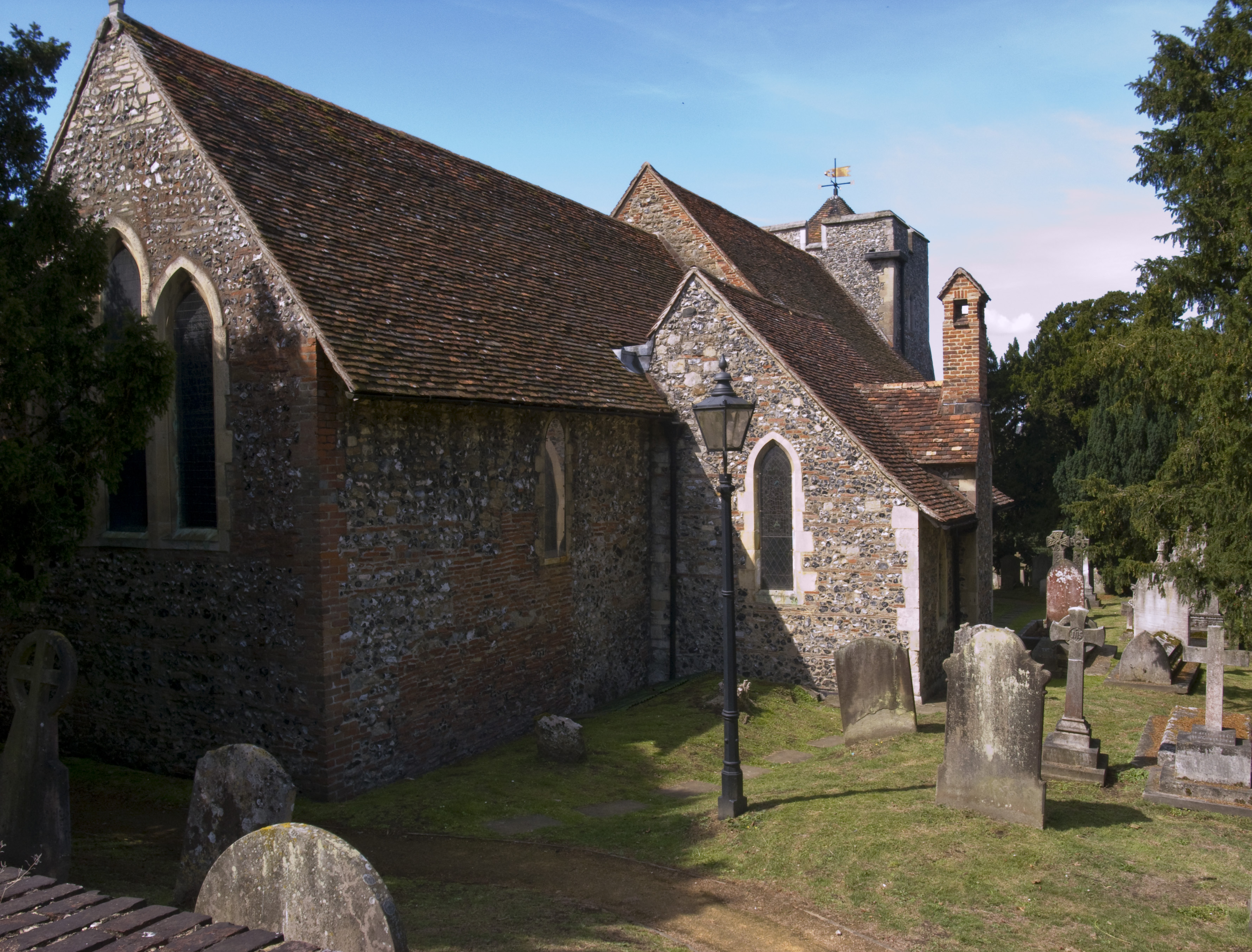
イングランド最古の聖マーティン教会

聖マーティン教会（セント・マーティン教会、St. Martin's Church）は、イングランド国教会の教会。カンタベリーの市中心部から少し外れたところに佇む。今なお使用されている教区教会としてはイングランド最古のものである。

## 歴史
聖アウグスティヌスがローマからやってくる前の聖マーティン教会は、6世紀のケント王妃ベルタの私的な礼拝堂であった。彼女は礼拝堂付きのリウドハルド司教とともにイングランドに渡ってきた時点でキリスト教徒であり、夫となったケント王エゼルベルトは、古代ローマ時代後期に使われていたが廃れてしまったと尊者ベーダが述べている聖堂で、ベルタがキリスト教の礼拝などを行うことを許した。聖マーティン教会はベーダが命名したことから、ベルタが使った聖堂こそが聖マーティン教会であった可能性が非常に高い。
地元の出土品などからは、この時代のこの地域に既にキリスト教信仰が存在していたことが明らかになっており、教会には古代ローマ時代の煉瓦などが使いまわされている。また、古代ローマ時代のタイルの壁などもきちんと備えている。ただし、その様式は厳密にはローマ建築のものではなく、ローマ支配が終わりアングロ・サクソン人の入植が始まった4世紀半ばの建造と考えられている。
教会の敷地内には、著名人たちの墓がある。その中には王立芸術院のトーマス・シドニー・クーパーや、「ルパート・ベア」の生みの親メアリー・タートルのものなどが含まれている。
教会には、聖オーガスティン修道院の修道士たちから引き継がれてきた音楽の伝統がある。毎月最初の日曜日には、ルネサンス様式のミサ曲がカルテットによって歌われる。

## 世界遺産
聖マーティン教会は、カンタベリーに残る他の二つの重要なキリスト教建築、すなわちカンタベリー大聖堂と聖オーガスティン修道院跡とともに、ユネスコの世界遺産に登録されている。聖マーティン教会の登録面積は0.6 ha である。

### 登録基準
この世界遺産は世界遺産登録基準のうち、以下の条件を満たし、登録された（以下の基準は世界遺産センター公表の登録基準からの翻訳、引用である）。
- (1) 人類の創造的才能を表現する傑作。
- (2) ある期間を通じてまたはある文化圏において、建築、技術、記念碑的芸術、都市計画、景観デザインの発展に関し、人類の価値の重要な交流を示すもの。
- (6) 顕著で普遍的な意義を有する出来事、現存する伝統、思想、信仰または芸術的、文学的作品と直接にまたは明白に関連するもの（この基準は他の基準と組み合わせて用いるのが望ましいと世界遺産委員会は考えている）。